# Itapira
Itapira là một đô thị ở bang São Paulo của Brasil. Đô thị này nằm ở vĩ độ 22º26'10" độ vĩ nam và kinh độ 46º49'18" độ vĩ tây, trên khu vực có độ cao 643 m. Dân số năm 2004 ước tính là 66.861 người. 

## Thông tin nhân khẩu
Dữ liệu điều tra - 2008
Tổng dân số: 71.850
- Dân số thành thị:
- Dân số nông thôn:
- Nam giới:
- Nữ giới:

Mật độ dân số (người/km²):
Dữ liệu dân số theo điều tra dân số năm 2000
Tổng dân số: 63.377
- Dân số thành thị: 58.042
- Dân số nông thôn: 5.335
- Nam giới: 31.747
- Nữ giới: 31.630

Mật độ dân số (người/km²): 122,47
Tỷ lệ tử vong trẻ sơ sinh dưới 1 tuổi (trên một triệu người): 16,79
Tuổi thọ bình quân (tuổi): 70,74
Tỷ lệ sinh (số trẻ trên mỗi bà mẹ): 1,90
Tỷ lệ biết đọc biết viết: 90,22%
Chỉ số phát triển con người (HDI-M): 0,794
- Chỉ số phát triển con người - Thu nhập: 0,755
- Chỉ số phát triển con người - Tuổi thọ: 0,762
- Chỉ số phát triển con người - Giáo dục: 0,864

(Nguồn: IPEADATA)

## Sông ngòi
- Sông Moji-Guaçu
- Sông do Peixe
- Sông Manso
- Ribeirão da Penha.

## Các xa lộ
- SP-147 - Engº João Tosello
- SP-352 - Comendador Virgolino de Oliveira
- Rodovia Vicinal - Ligação entre Itapira e Mogi-Guaçu